# Пепельная среда (стихотворение)
«Пепельная среда» — стихотворение Т. С. Элиота, написанное им после обращения в 1927 году в англиканизм. Первая публикация состоялась в 1930 году. В латинском обряде католической, англиканской и некоторых лютеранских церквей Пепельная среда (лат. Dies Cinerum) — это день начала Великого поста, во время которого на мессах проводится специальный обряд посыпания голов верующих освящённым пеплом (иногда вместо этого наносится на лоб пеплом знак креста). Обряд знаменует сокрушение и покаяние, при этом священник говорит каждому верующему «Покайтесь и веруйте в Евангелие» (Мк. 1:14), либо «Прах ты и в прах возвратишься» (Быт. 3:19). Элиот написал «Пепельную среду» как стихотворение-покаяние, наполненное религиозными мотивами и по форме напоминающее молитву со множеством словесных повторов и аллегорий. Лирический герой произведения — уже немолодой человек, осознающий, что в жизни почти не остается перспектив, нет уже былых сил, воли и способностей; он видит себя в форме разбросанных в саду пустыни костей, но обращается к Богу в надежде на спасение, помилование, успокоение.
Многие критики встретили стихотворение с энтузиазмом, но не все. Эдвин Мюир назвал «Пепельную среду» «одним из наиболее волнующих из написанных им [Элиотом] произведений и, возможно, самым лучшим».
При первой публикации стихотворение было посвящено жене Элиота, Вивьен Хейг-Вуд Элиот. В 1933 году состоялся их развод, и все последующие публикации произведения были без этого посвящения.

## Стилистические особенности и отсылки к другим произведениям
Считается, что произведение было вдохновлено «Чистилищем» — второй частью «Божественной комедии» Данте Алигьери, по сути и форме являясь покаянием. Стилистически оно отличается от предыдущих стихов Элиота. Повторы слов и словосочетаний делают стихотворение похожим на молитву, а использование аллегорий и цитат придало ему философскую глубину.
Стихотворение начинается с цитаты Г.Кавальканти, использованной также Данте Габриэлем Россетти в «Баллате, написанной в изгнании в Сарзане»: «Поскольку не надеюсь возвратить». Смирение с утратами, покаяние, самоотречение и выражение надежды на спасение, успокоение — это основные идеи «Пепельной среды». Также отражена идея изгнания.
В произведении цитируются религиозные источники: Матф. 5:5, Матф. 8:8, Мих. 6:3.
Элиот заимствовал идеи и образы у других своих произведений. Как и в «Любовной песне Дж. Альфреда Пруфрока» лирический герой переживает утрату молодости и былых возможностей, думает о неком миге славы, власти («Я видел миг величья — лишь однажды» — в стихотворении «Любовная песнь Дж. Альфреда Пруфрока» в пер. Орловой Ю, «Поскольку не надеюсь я познать/Мгновенья славы в верный звездный час свой» — в «Пепельной среде» в пер. Орловой Ю.), он вспоминает неразделенную любовь, даму, которая говорит о пустяках и не разделяет его любовных притязаний и чувств. Этот образ возник в серии стихотворений, изданных в сборнике «Пруфрок и другие наблюдения» в 1917 году.

## Заимствование другими авторами
Владимир Набоков использовал форму и стилистические особенности «Пепельной среды» в своем произведении «Лолита»: написанный Гумбертом «смертельный приговор» для Куильти выглядит как пародия на «Пепельную среду».
Индийский писатель Нарендра Лютер цитировал строки из «Пепельной среды», говоря о радости, которую он испытывает во время работы: «рад…стремясь найти/Хоть что-то, что питало б эту радость» (в пер. Орловой Ю.)
Две строчки из «Пепельной среды» цитирует с небольшим искажением героиня романа Томаса Харриса «Молчание ягнят» Клариса Старлинг: «Учи нас не смиряться и смиряться. Быть смирными» (у Элиота —"сидеть смирно")..
Фрагмент стихотворения, отсылающий к «Сказке о заколдованном дереве» братьев Гримм (Under a juniper-tree the bones sang, scattered and shining…), использован в качестве эпиграфа к фильму 1990 года «Можжевеловое дерево» (The Juniper Tree).